# Bernex, Genève

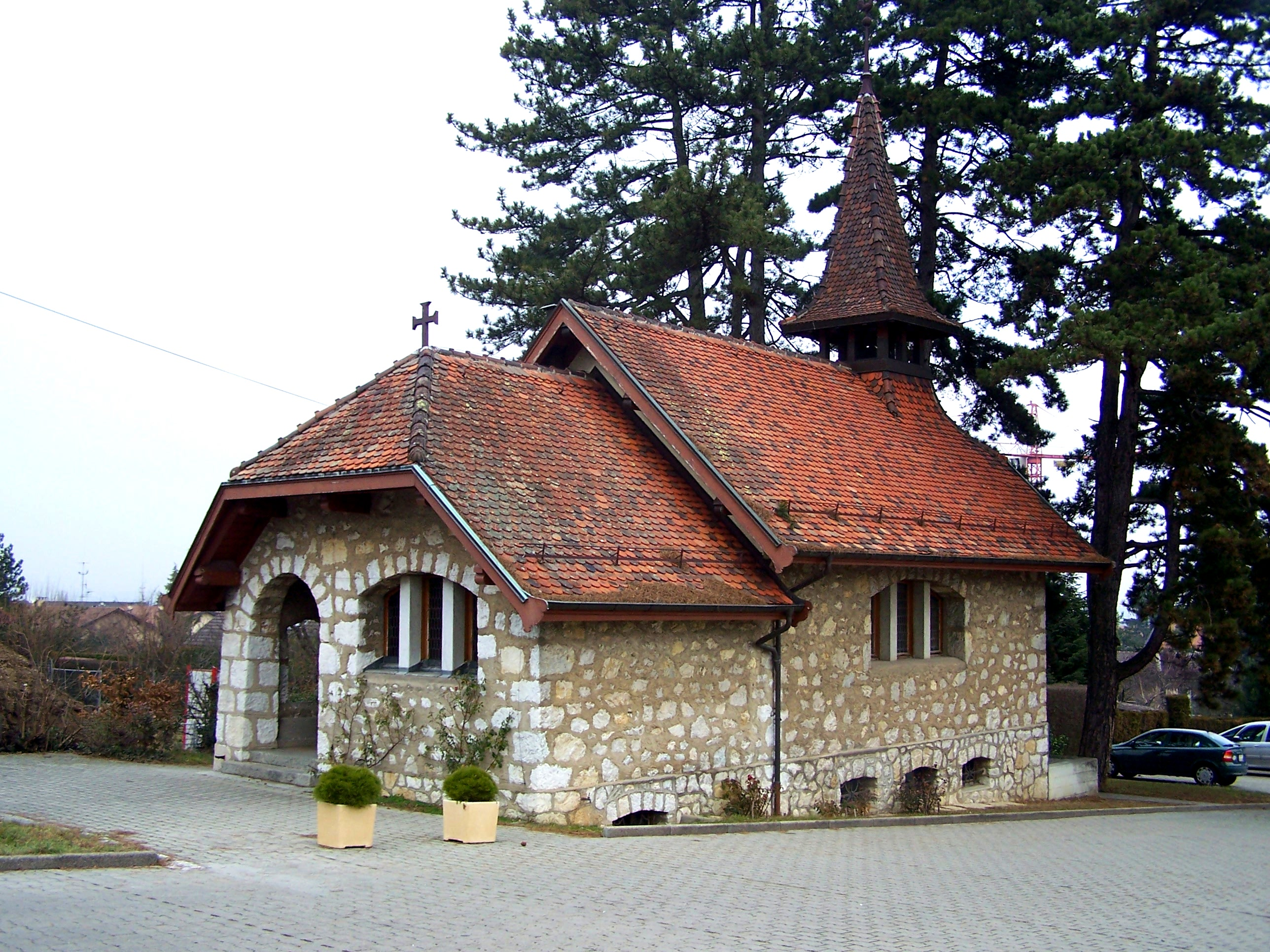
Nhà thờ Bernex

Bernex là một đô thị of the bang Genève, Thụy Sĩ.
Đô thị này có diện tích 12,98  km², dân số năm 2007 là 380 người.